# 一畑電気鉄道2100系電車
一畑電気鉄道2100系電車（いちばたでんきてつどう2100けいでんしゃ）は、一畑電車が一畑電気鉄道からの分社前の1994年（平成6年）に導入した通勤形電車である。

## 概要
一畑電気鉄道（現・一畑電車）の車両近代化に際し、1994年から1995年（平成7年）にかけて京王帝都電鉄（現・京王電鉄）5000系を京王重機整備で改造した車両である。デハ2100形 (Mc1) - デハ2110形 (Mc2) の2連4本8両が導入され、同社で初めて冷房装置・カルダン駆動装置・発電ブレーキ併用電磁直通ブレーキを装備した車両となっている。

### 車体・内装
塗装はこれまでの一畑電気鉄道の車両から一新され、イエローをベースに、側窓下がホワイト、貫通扉・側扉がブルー、車体裾部分がグレーとなっている。
車体は普通鋼製で、前面窓にはパノラミックウィンドウを採用し、貫通扉と側扉付近に行先方向幕を装備している。また、ワンマン運転用に前面窓両側にサイドミラーが取り付けられている。1994年度譲受の2本は側扉が3扉のままであるが、1995年度譲受の2本は座席数確保のために中央の扉を埋めて2扉車として落成している。
車内の座席はロングシートとなっている。ワンマン運転用として、連結面側の側扉付近に乗車整理券発行器を、運転台後部に運賃表示器と自動両替機付運賃箱を設置している。また、連結面には防犯カメラを設置している（他の2系列でも同様）。

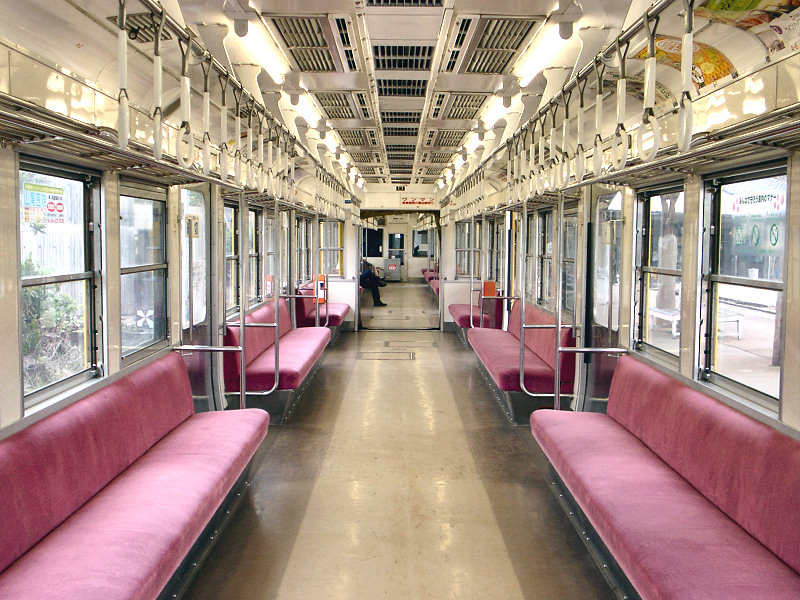
3扉車の車内
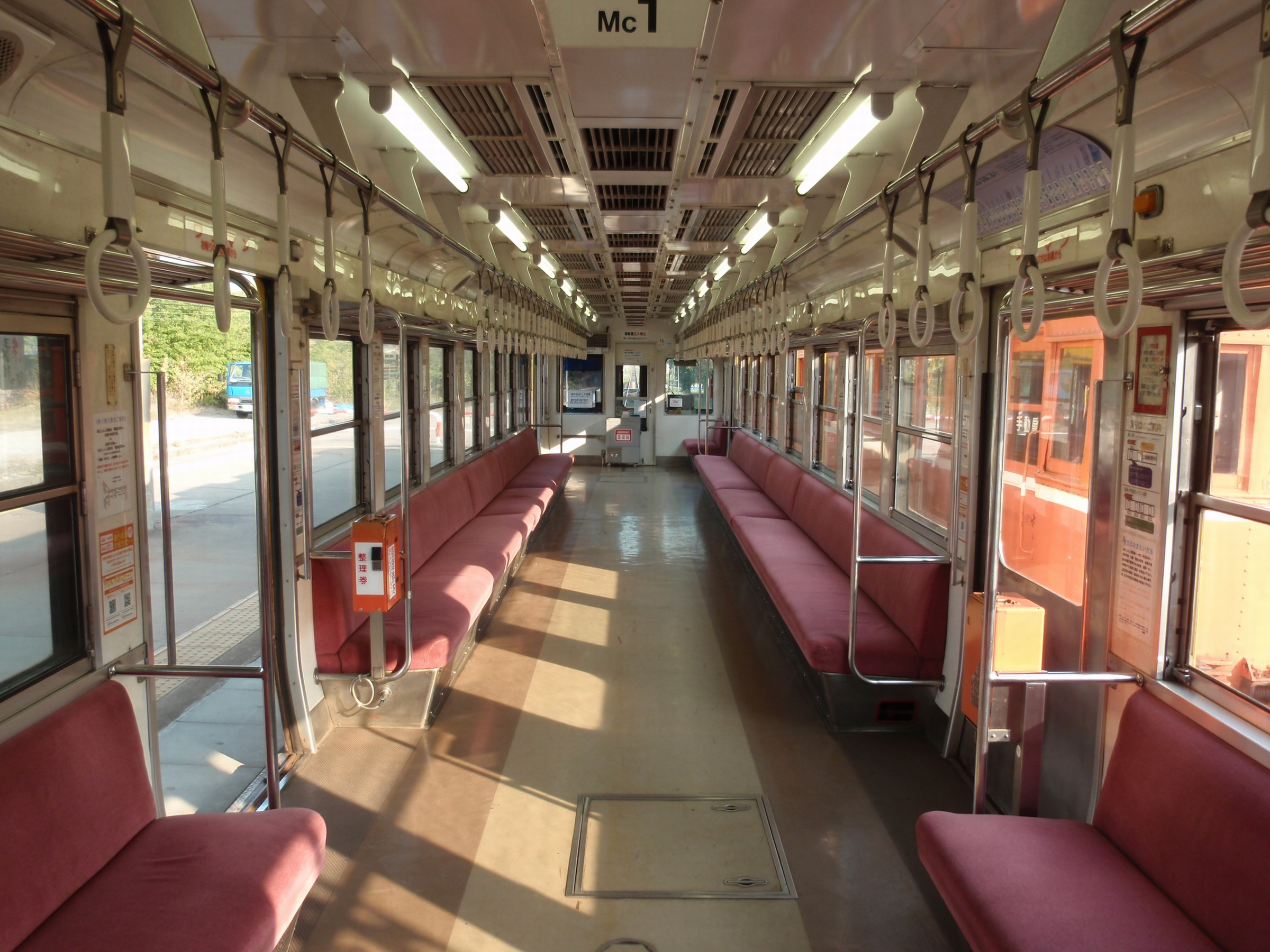
2扉車の車内
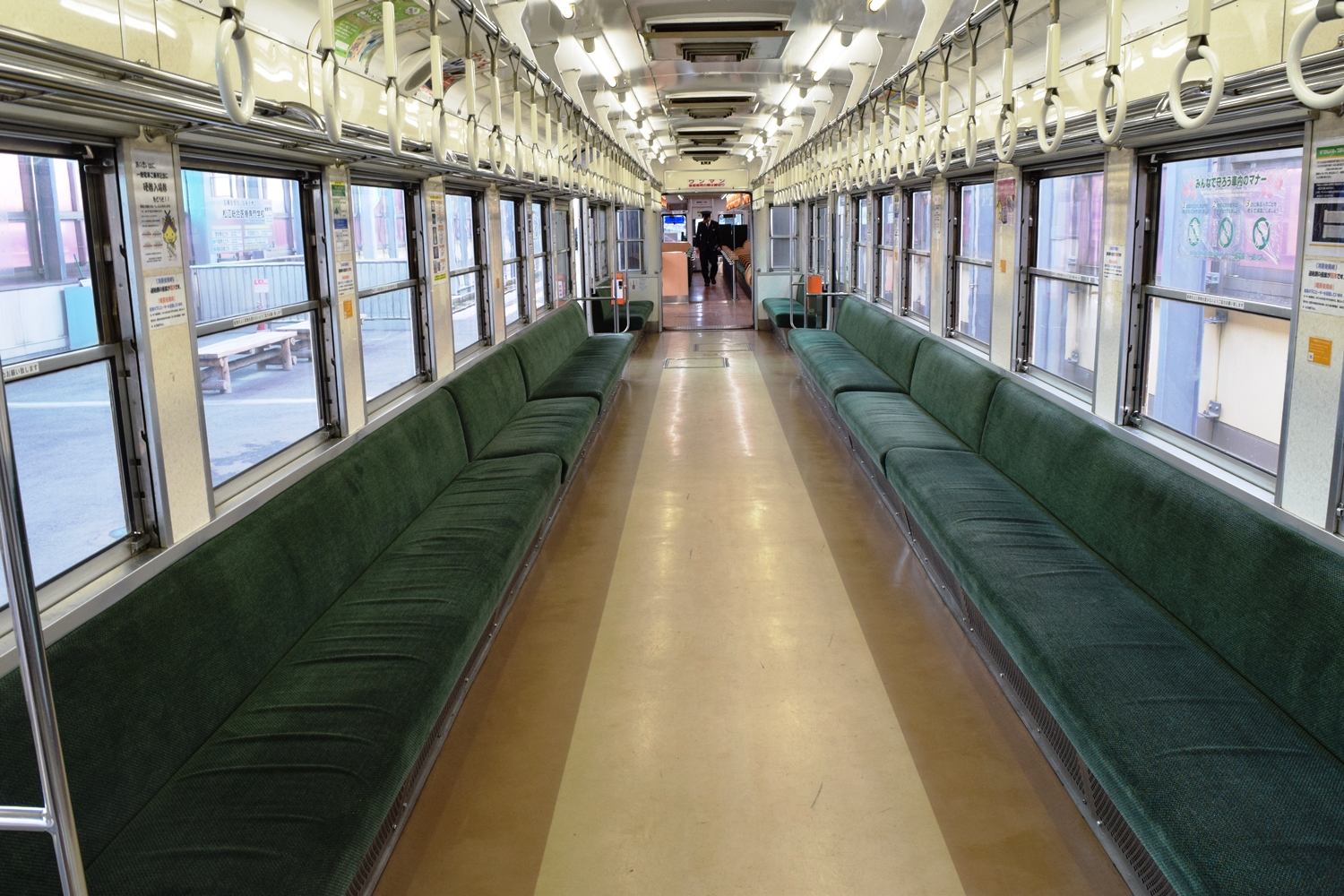
楯縫(デハ2113)の車内
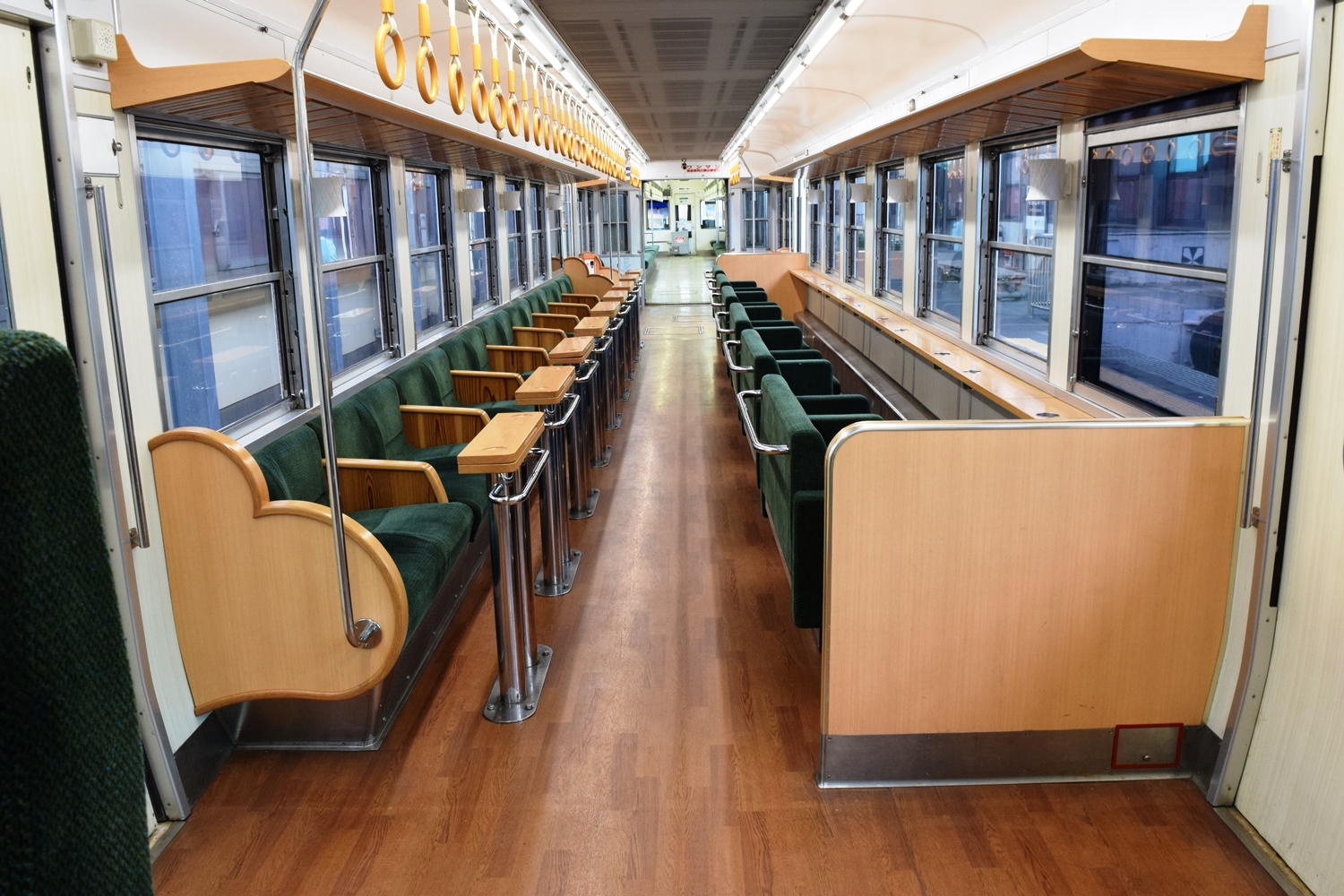
楯縫(デハ2103)の車内
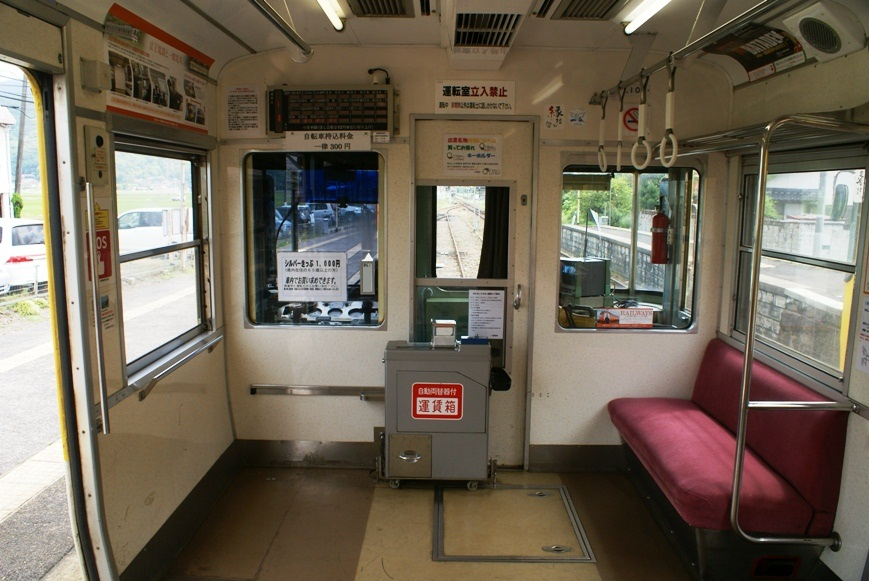
運転台後部
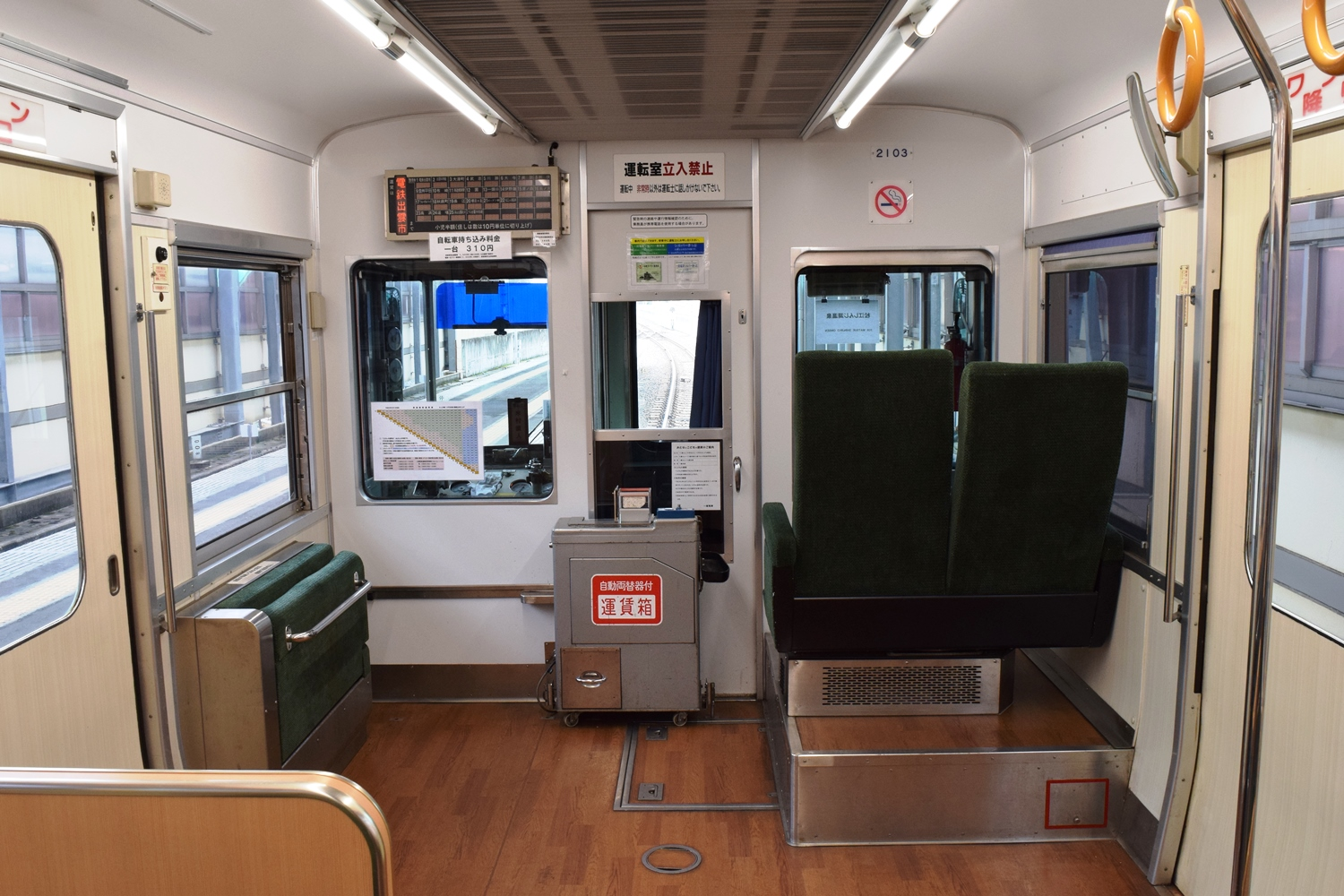
楯縫(デハ2103)の運転台後部
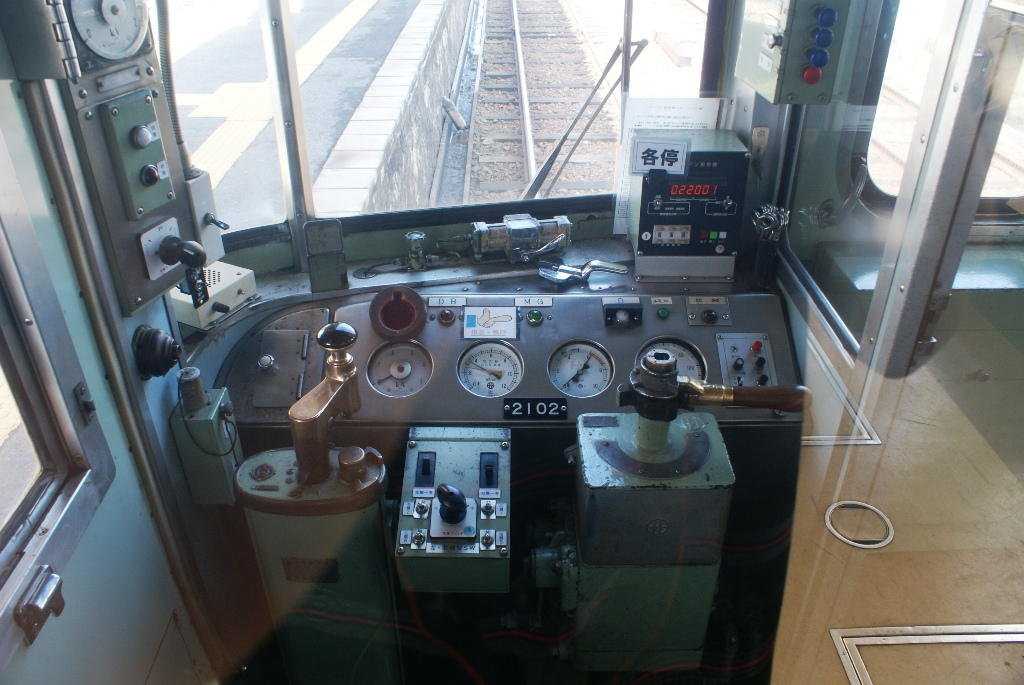
運転席

### 行先表示器
正面貫通扉窓下に設置されている行先表示器は字幕式で、各駅停車での運行時は終着駅名のみが表示され、京王時代と同様にゴシック体縦書き配列である。急行として運行する時は、井の頭線で運行されていた3000系の正面行先表示器字幕に類似した横書きの配列で、赤地に白抜きの 急行 表示を上部に添えている。側面の行先表示器は京王時代の種別用は撤去され、行先用の機器のみ使用。急行運転時には、種別と行先を併記して表示する。

### 機器類
制御方式は抵抗制御であり、主要機器類は主電動機として三菱電機製のMB-3054 (75kW) を、駆動方式はWN駆動方式を採用、台車は帝都高速度交通営団（現・東京地下鉄）3000系から流用したFS510を履いている。パンタグラフはデハ2100形の連結面に1基設置されている。
クーラーは分散型で、デハ2100形は7基、デハ2111・2112・2114は8基、デハ2113は6基搭載する。また、デハ2113以外の7両はベンチレーターを備えている。これは、デハ2113が非冷房車からの冷房改造車、それ以外が新製冷房車という種車の差異によるものである。

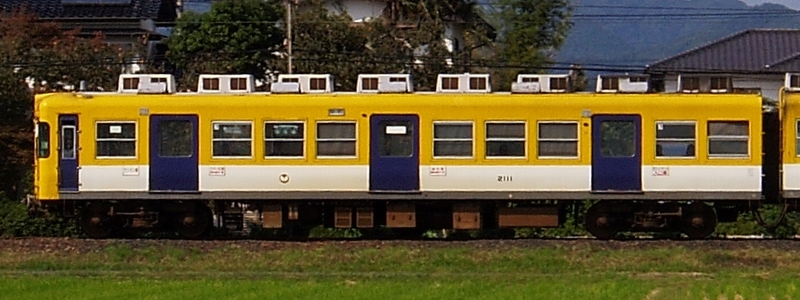
デハ2111
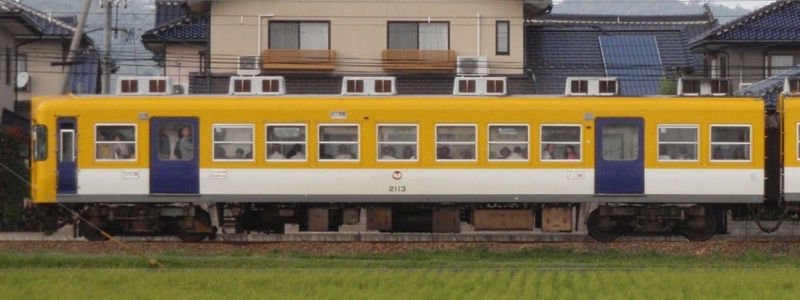
デハ2113
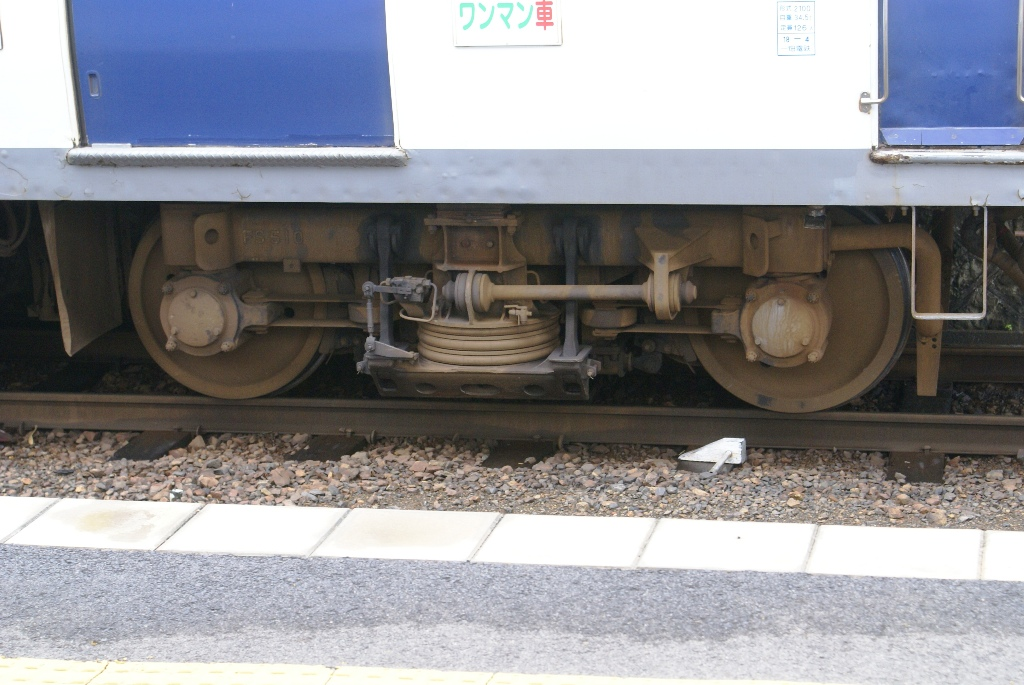
台車

## 運用
1994年に運転開始した。北松江線・大社線の全区間で他車と共通の運用に就いている。
2014年より5000系に代わり、2103編成「楯縫」と2104編成「ご縁電車しまねっこ号」が併結して平日朝方の特急「スーパーライナー」に使用されるようになった。2015年2月26日から3月27日までの間は1000系が試験的にスーパーライナーに使用されていたため他車と同じ運用に就いていた。
なお、5000系がスーパーライナーに使用されていた時、1編成が検査の場合、本系列1編成が5000系と併結して代走していた。
本系列は貫通型だが、幌を取り付けていないため、前後の車両を行き来することはできない。

## 各車形態
2101編成（デハ2101+デハ2111）
1994年11月8日 - 入線
2009年（平成21年）8月に朝日ヶ丘 - 松江イングリッシュガーデン前間で脱線、鉄柱に衝突した。その後修理して運用に復帰している。
2012年（平成24年）7月28日より京王時代の「白地に赤帯」の塗装に塗り替えられ、運行を開始している。なお、塗装についてはデハ2101がヒゲなし、デハ2111がヒゲありの形態となっている。
2018年（平成30年）9月に修繕工事を行い、外装がデハニ50形をイメージしたオレンジに白帯のカラーに変更され、同年12月より運行を開始した。
2102編成（デハ2102+デハ2112）解体済
1995年1月14日 - 入線
2012年（平成24年）12月1日より一畑電鉄時代の塗装で運行されていた。
2018年（平成30年）1月6日・7日にさよなら運転を行い引退した。
2103編成（デハ2103+デハ2113）
1995年7月31日 - 入線
2011年（平成23年）3月10日より、映画『わさお』の公開に併せて『「わさお」電車』として運行を開始した。このラッピング電車は好評だったため、2度にわたる期間延長を経て、同年6月9日に運行を終了した。
2011年6月13日より日本航空の『"鶴丸"ラッピング電車』として運行され、当初9月30日までの運転が12月まで延長され、さらに延長されて翌年4月頃まで運行された。
2013年（平成25年）10月26日、イベント用車両「IZUMO-BATADEN 楯縫」に再改造。改造は後藤工業が担当。
2104編成（デハ2104+デハ2114）
1995年7月31日 - 入線
2010年（平成22年）5月24日より、映画『RAILWAYS 49歳で電車の運転士になった男の物語』の公開に併せて『RAILWAYS応援ラッピング列車』として運行されていた。
2012年（平成24年）4月27日から同編成は「神話博しまね」をPRするラッピング列車となっていた。
2013年（平成25年）9月21日より、「ご縁の国しまね」観光PRキャンペーンの一環として内外装に島根県のキャラクター「しまねっこ」を配した「ご縁電車しまねっこ号」として運行されている。なお、このラッピングにより、2100系原色（黄色塗装）は姿を消した。
2019年（令和元年）8月に、「ご縁電車しまねっこ号」としての運行を終了。その後は全般検査・修繕工事を施し、外装を変更した上で引き続き運用される。

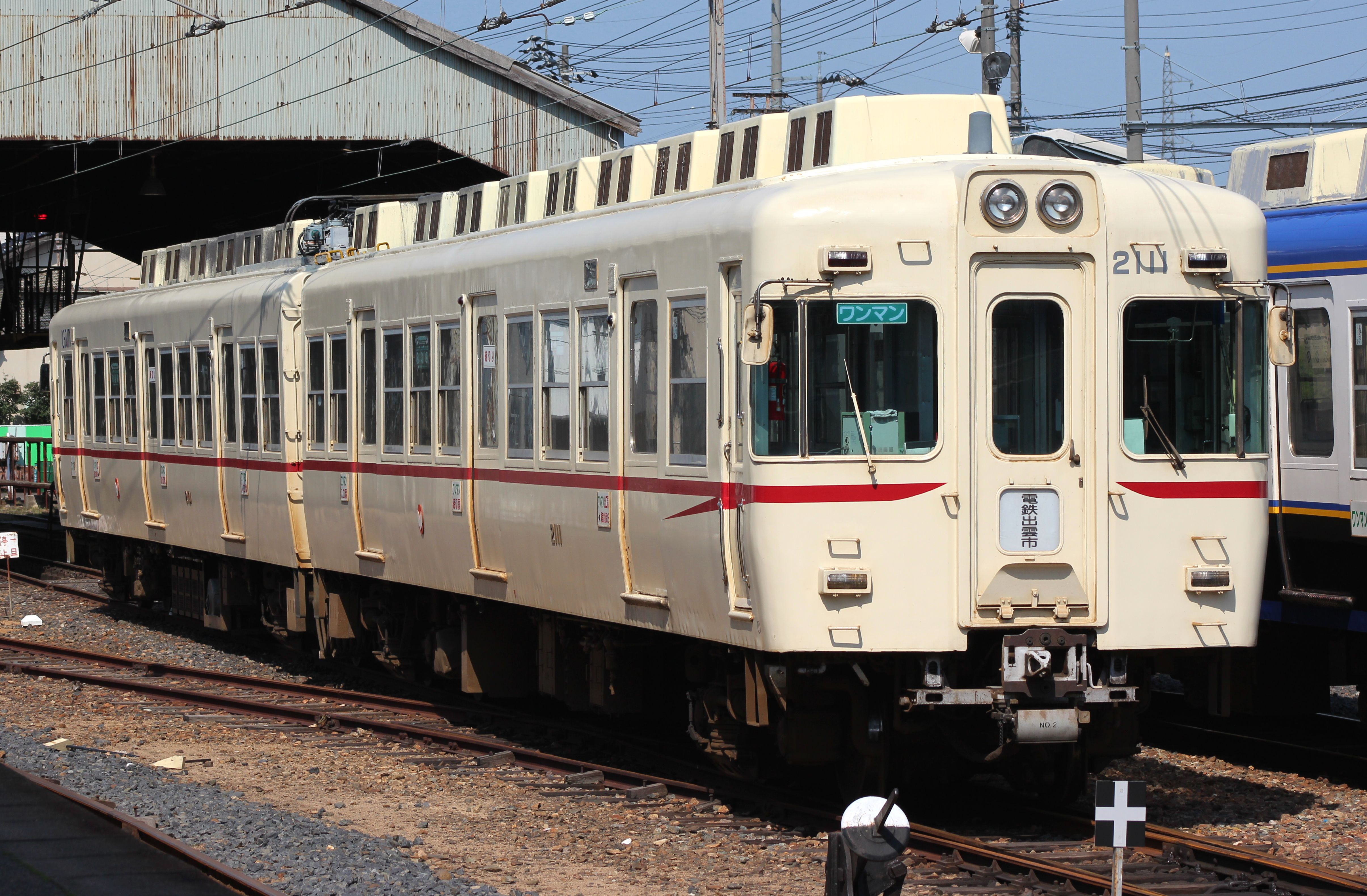
2101編成・京王時代の塗装 （2012/7～2018/9）
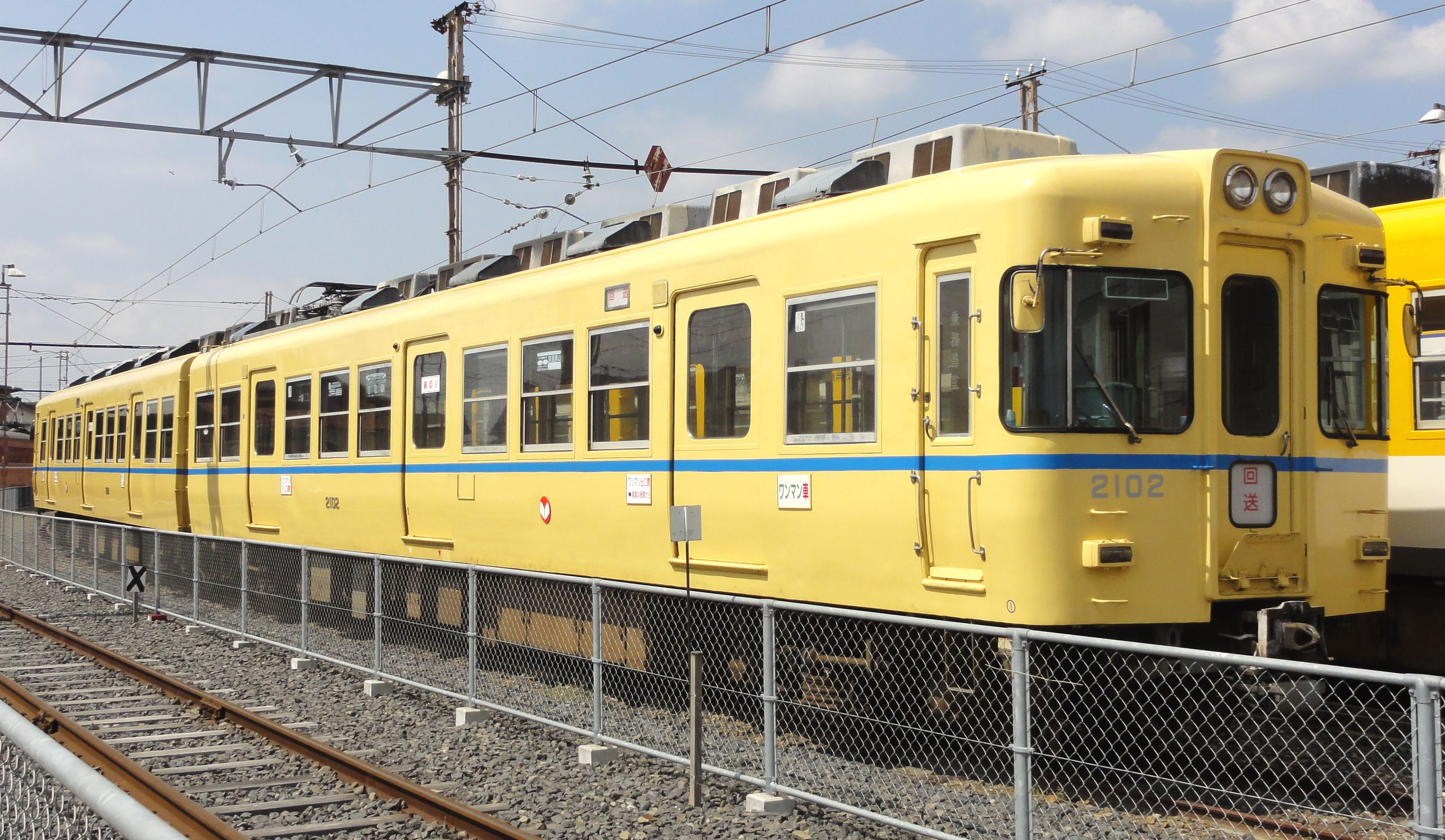
2102編成・一畑電鉄時代の塗装 （2012/12～）
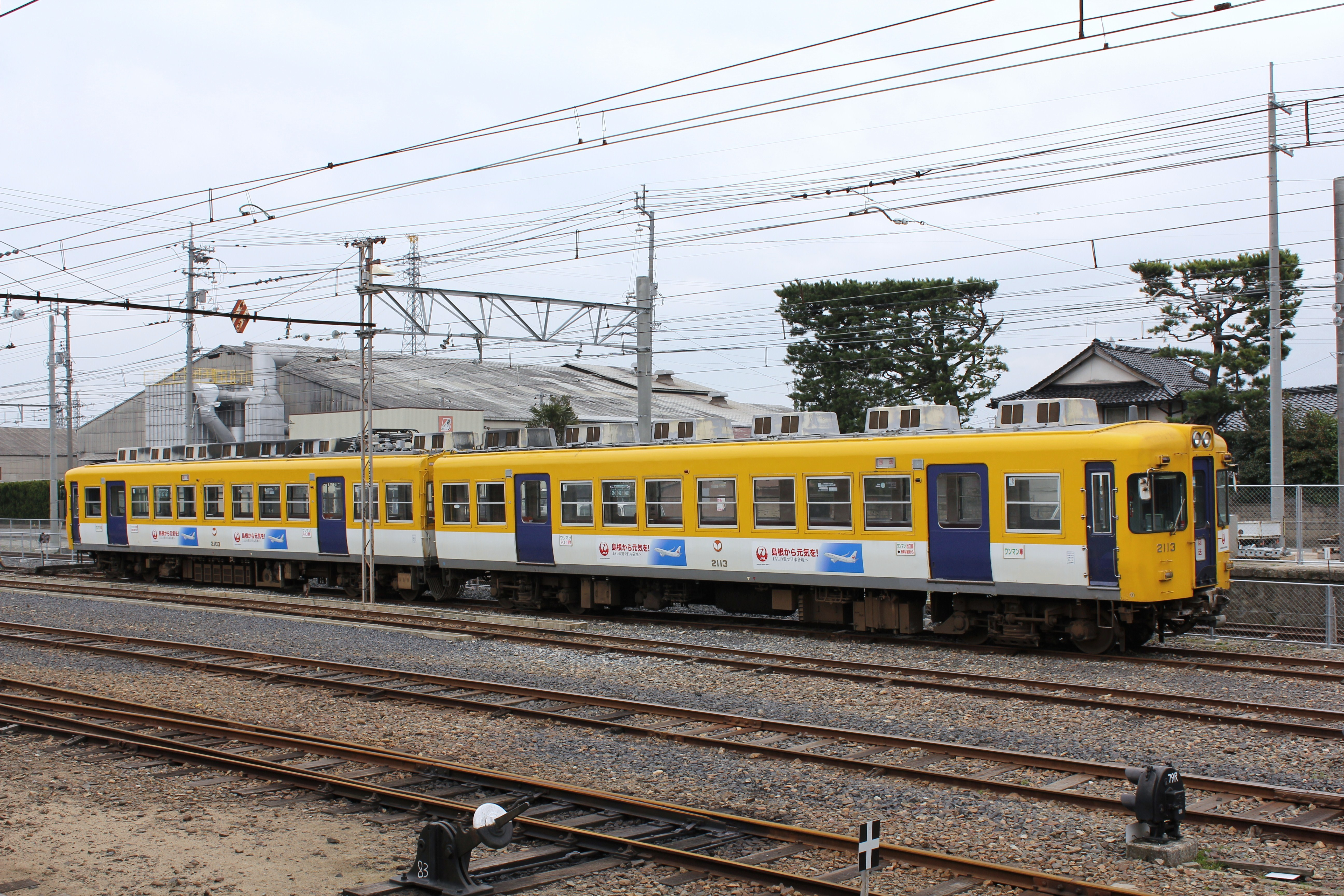
2103編成・鶴丸ラッピング電車 （2011/6～2012/4）
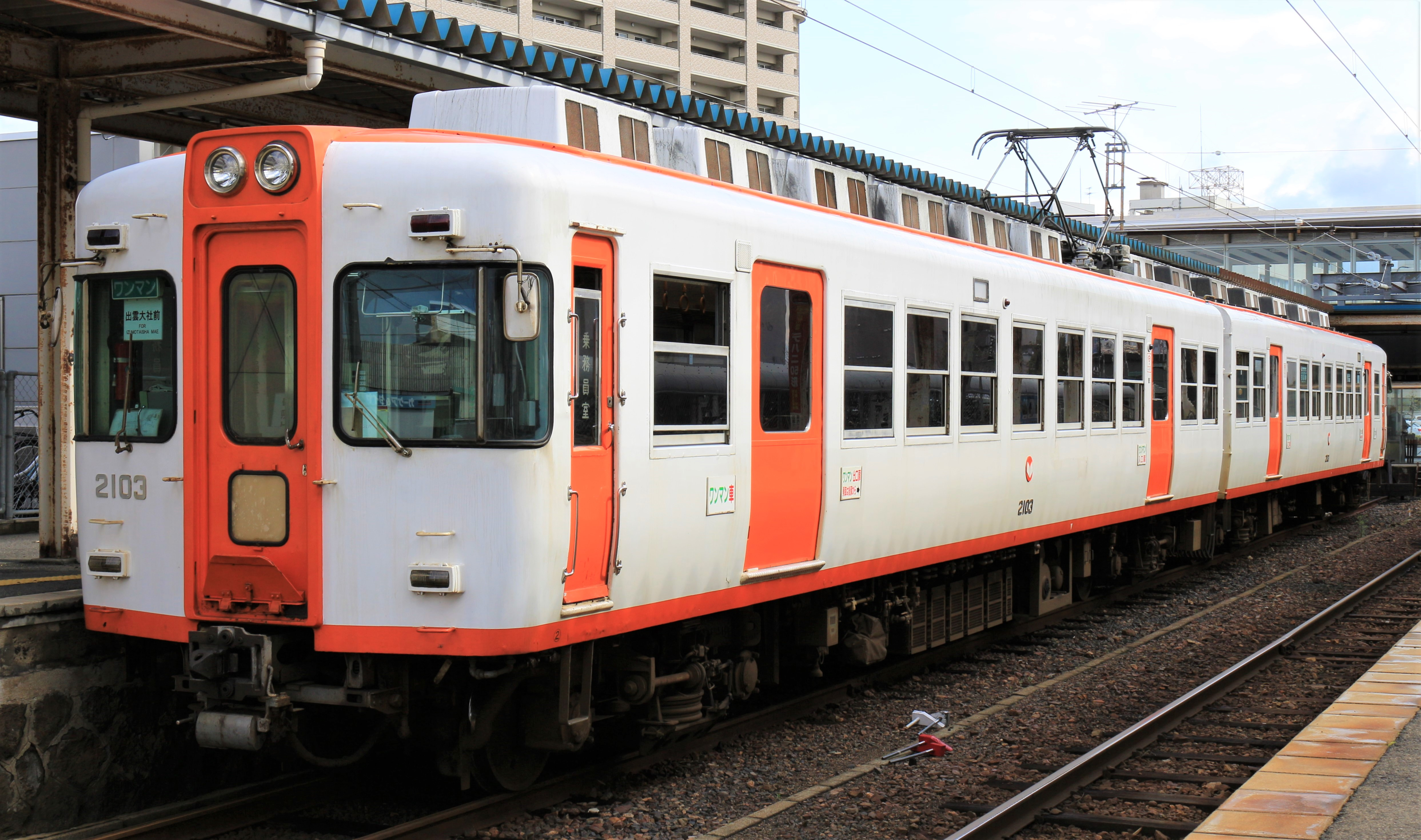
2103編成・イベント車両「楯縫」 （2013/7～）
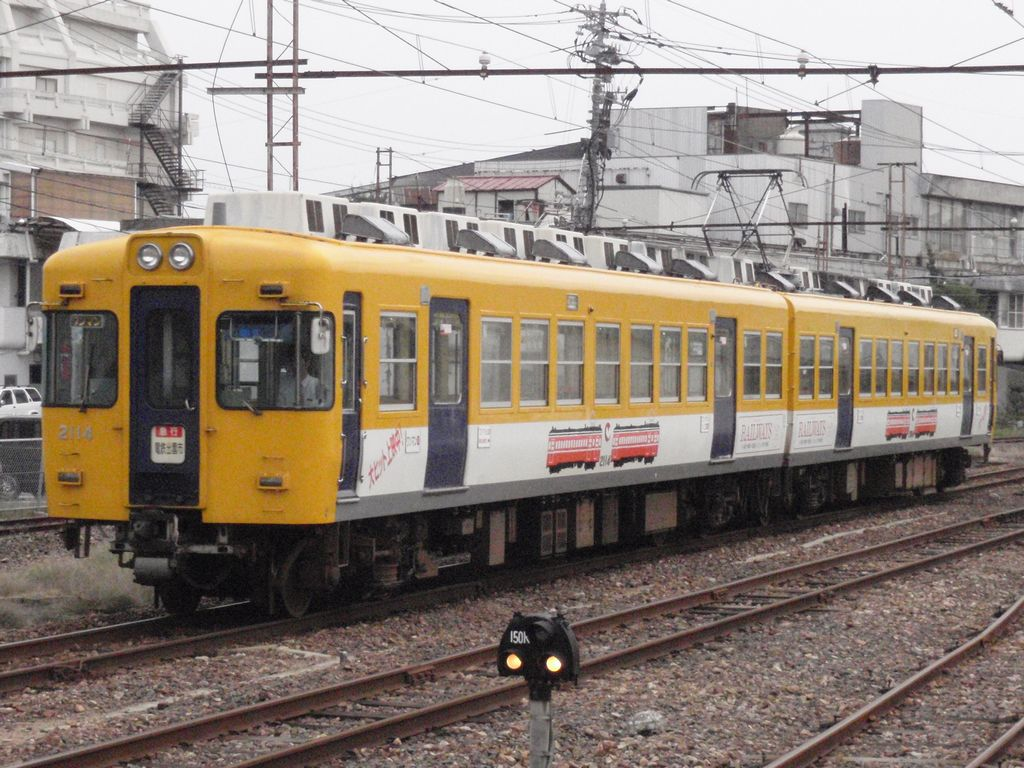
2104編成・RAILWAYS応援ラッピング列車（2010/5～2012/4）
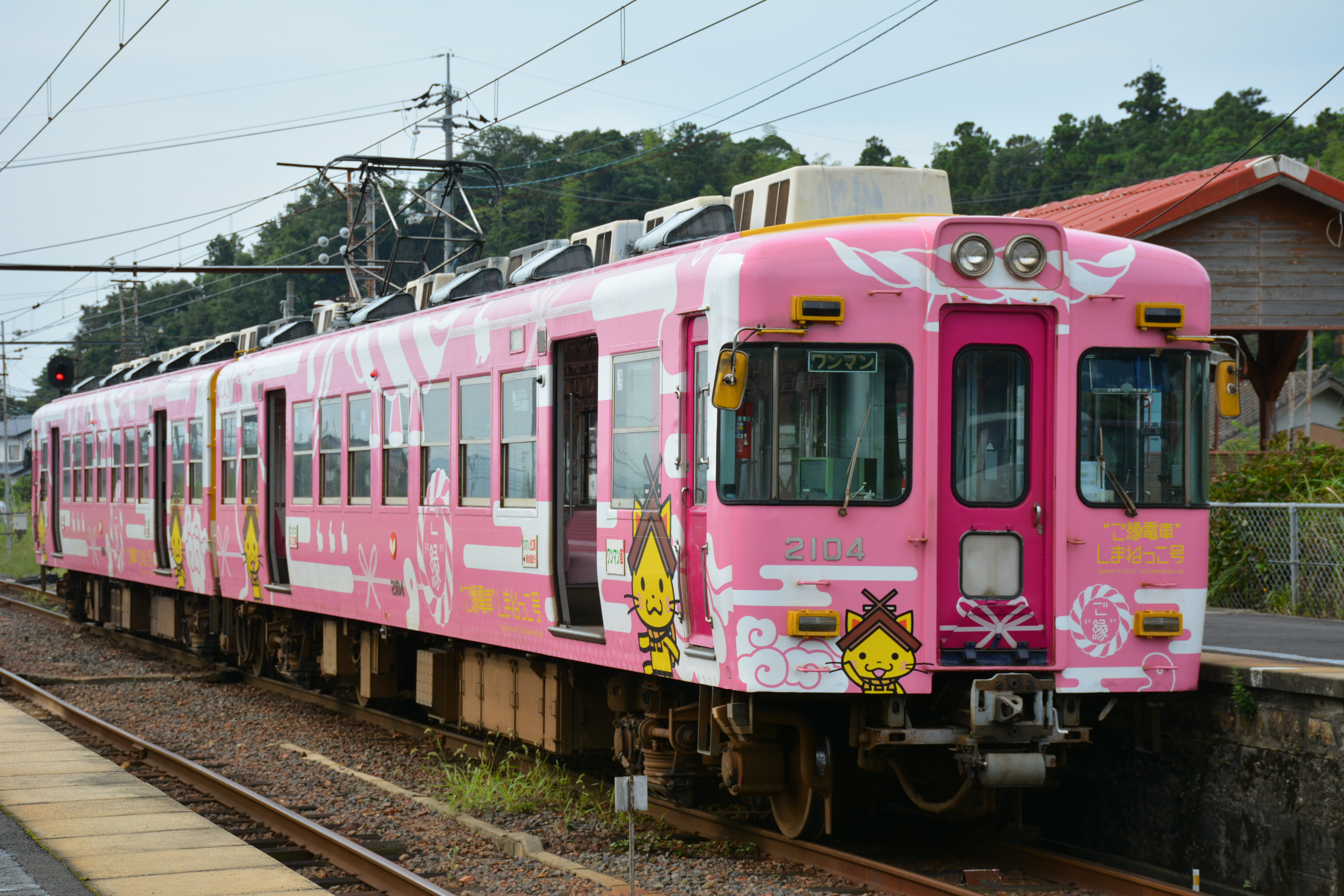
2104編成・「ご縁電車しまねっこ号」 （2013/9～2019/8）
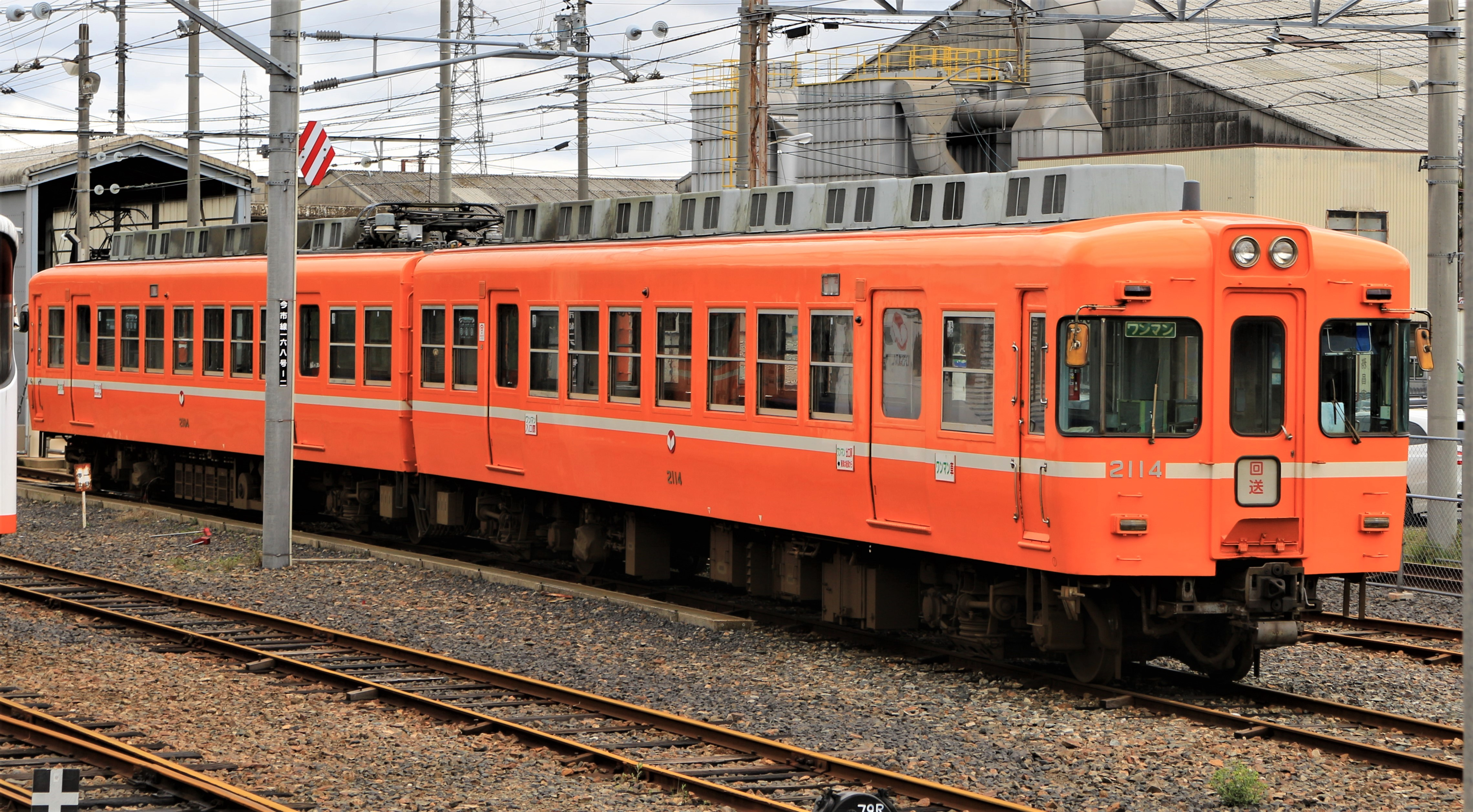
2104編成・デハニ50形をイメージした塗装

## 車両一覧
| 一畑での車番 | 一畑での車番 | 京王時代の車番 | 京王時代の車番 | 入線時期      | 引退時期  | 備考  |
| ------------ | ------------ | -------------- | -------------- | ------------- | --------- | ----- |
| デハ2101     | デハ2111     | デハ5119       | クハ5869       | 1994年11月8日 |           | 3扉車 |
| 2102         | 2112         | 5120           | 5870           | 1995年1月14日 | 2018年1月 | 3扉車 |
| 2103         | 2113         | 5121           | 5766           | 1995年7月31日 |           | 2扉車 |
| 2104         | 2114         | クハ5718       | 5768           | 1995年7月31日 |           | 2扉車 |

## 今後の予定
2018年から2020年にかけて延命修繕を行った編成（2101編成・2104編成）については、2024年から2025年にかけて新造される7000系に置き換えられることにより、廃車される予定である。